# Bogaczewo-Kultur
Die Bogaczewo-Kultur (polnisch Kultura bogaczewska) war eine archäologische Kultur der vorrömischen Eisenzeit von ca. 450 bis 250 v. Chr. im heutigen nordöstlichen Polen.

## Verbreitungsgebiet
Fundplätze der Bogaczewo-Kultur finden sich an der Masurischen Seenplatte: in den Pojezierze Mrągowskie (Sensburger Seengebiet), in der nördlichen Równina mazurska (Masurische Ebene), den Pojezierze Ełkie (Lycker Seengebiet) und der Suwałszczyna (Sudauen).
Im Norden und Westen grenzte die Westbaltische Bogaczewo-Kultur an die Westbaltische Hügelgräberkultur, im Osten an die Ostbaltische Strichkeramikkultur.
Sie ist benannt nach einem Fundort bei Bogaczewo (deutsch Bogatzewen, 1927 bis 1945 Reichensee), in der Gmina Giżycko (Landgemeinde Lötzen) in der polnischen Woiwodschaft Ermland-Masuren.

## Materielle Kultur
Es finden sich Einflüsse der Pommerellischen Gesichtsurnenkultur und der La Tène-Kultur. 
Bronze und Emaille wurden in größeren Mengen produziert. Der Handel mit Bernstein spielte eine große Rolle. Objekte aus Skandinavien, dem ostbaltischen Raum und dem Mittelmeerraum (römische Münzen) wurden gefunden. 

## Bestattungskultur
Leichenbrand wurde in Urnen bestattet, teilweise mit ganzen Pferden.

## Nachfolgekulturen
Aus der Bogaczewo-Kultur entwickelte sich seit dem 1. Jahrhundert n. Chr. die Olsztyn-Gruppe der Westbaltischen Kultur.